# Île de Pianosa
Ne pas confondre avec l'île de Pianosa située dans les îles Tremiti.
Pianosa (en italien : isola di Pianosa) est une île faisant partie de l'archipel toscan en Italie. Elle est administrativement rattachée à la commune de Campo nell'Elba dont le chef-lieu est sur l'île d'Elbe. 

## Géographie
Pianosa est située à 14 km de l'île d'Elbe, 42 km de la Corse et à 52 km de la péninsule Italienne. De 5,8 km de longueur et 4,8 km de largeur maximales, elle a une superficie de 10 km2. 
Le phare de Pianosa assure la signalisation des côtes de l'île.

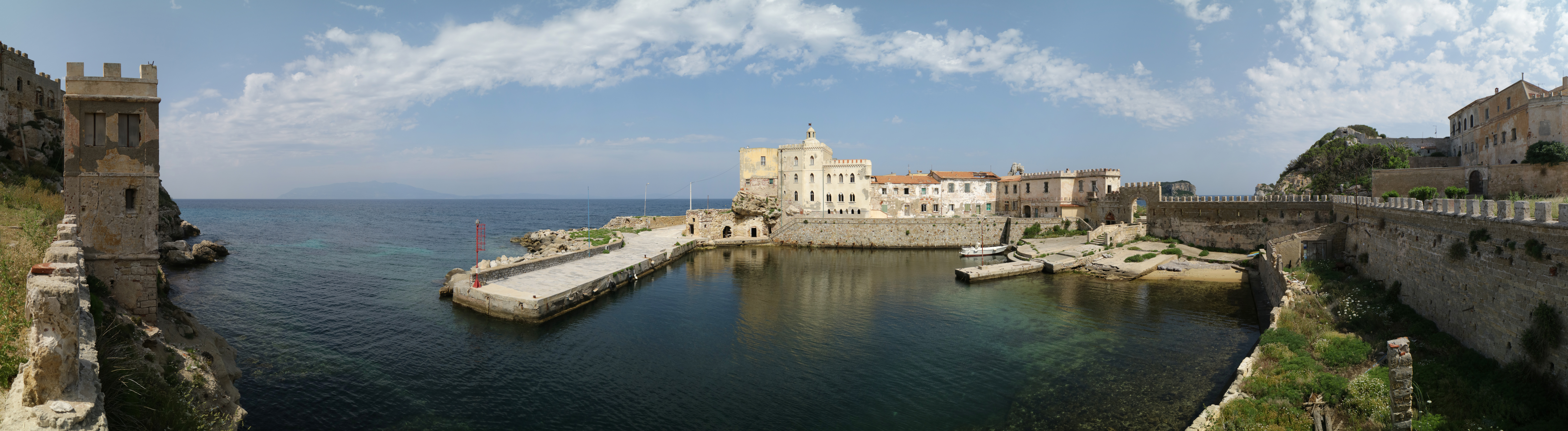
Vecchio Porto sur l'ile de Pianosa, photographié en mai 2018.

### Toponymie
Le nom donné par les phocéens à l'île est Planasia en grec ancien, qui donné ensuite Pianosa, en raison de la faible élévation de l’ile. En effet, son point le plus élevé se trouve à seulement 29 mètres au-dessus du niveau de la mer. L'île de Planier, en face de Marseille partage la même étymologie liée à sa topographie, également donnée par les Phocéens.

## Histoire

### Antiquité
Pianosa est le lieu de relégation d'Agrippa Postumus, petit-fils d'Auguste et frère d'Agrippine l'Aînée. 

« L'histoire de cette île si petite dont le pillage, la captivité, le meurtre des habitants, font toutes les annales modernes, se rattache à l'un des plus terribles souvenirs de l'Antiquité : c'est là qu'Auguste vieux et cédant aux instances ambitieuses de Livie, relégua le dernier de ses petits fils, fils de Julie, Agrippa le posthume, jeune homme commun, maître peu regrettable à la vérité, mais dont la disgrâce valut au monde Tibère qui le choisit pour première victime. »

— Antoine Claude Valéry in Voyages en Corse, à l'île d'Elbe et en Sardaigne, p. 355 - Paris 1837.
De vastes catacombes chrétiennes sont creusées du IIIe et IVe siècles.

### Moyen Âge
En 1174 , les Génois sentant l'impossibilité de conquérir l'île d'Elbe, prennent l'île voisine de Pianosa où, violant la capitulation, ils déportent à Gênes les habitants.

« La Pianosa est une de ces îles jadis florissantes devenues désertes par l'effroi des barbaresques ; elle comptait neuf cents habitants lors de l'irruption du corsaire Dragut qui brûla le village, détruisit la tour et emmena la population esclave. »

— Antoine Claude Valéry in Voyages en Corse, à l'île d'Elbe et en Sardaigne, p. 355 - Paris 1837.
Au XIVe siècle, un Corse de la famille Lando possédait Pianosa ; elle lui avait été concédée par acte du 22 juillet 1344, moyennant une forte redevance, bail emphytéotique déposé aux archives du chapitre de Pise.

### Période moderne
Au début du XIXe siècle, Antoine Claude Pasquin qui la visite, la décrit ainsi : « elle ressemble, comme on me le fit observer, à une femme couchée dans l'eau, Néréide de tuf et de chaux, avec un poste militaire, et un petit et assez mauvais fort improvisé par Napoléon. » L'Empereur y fit effectivement ériger un fort (Fort Teglia) et placer une batterie sur un rocher proche (la Scola) sous le commandement de Jean-Charles Gottmann. Les mûriers qu'il fit planter sont encore présents...
En 1835, le bruit se répand que Pianosa, moyennant soixante mille écus, allait être cédée à une compagnie russe. Mais la nouvelle n'était point fondée ; il ne s'agit que de la cession emphytéotique par le grand duc à un négociant de Livourne de terres incultes depuis longtemps abandonnées, et que le capitaliste patriote voulait faire cultiver exclusivement par des Toscans.

### Époque contemporaine
Pianosa abrite, de 1858 à 1998, une prison de haute sécurité, où les criminels les plus dangereux, souvent des membres de la mafia, sont emprisonnés. Depuis quelques années, l'île est devenue une réserve naturelle.

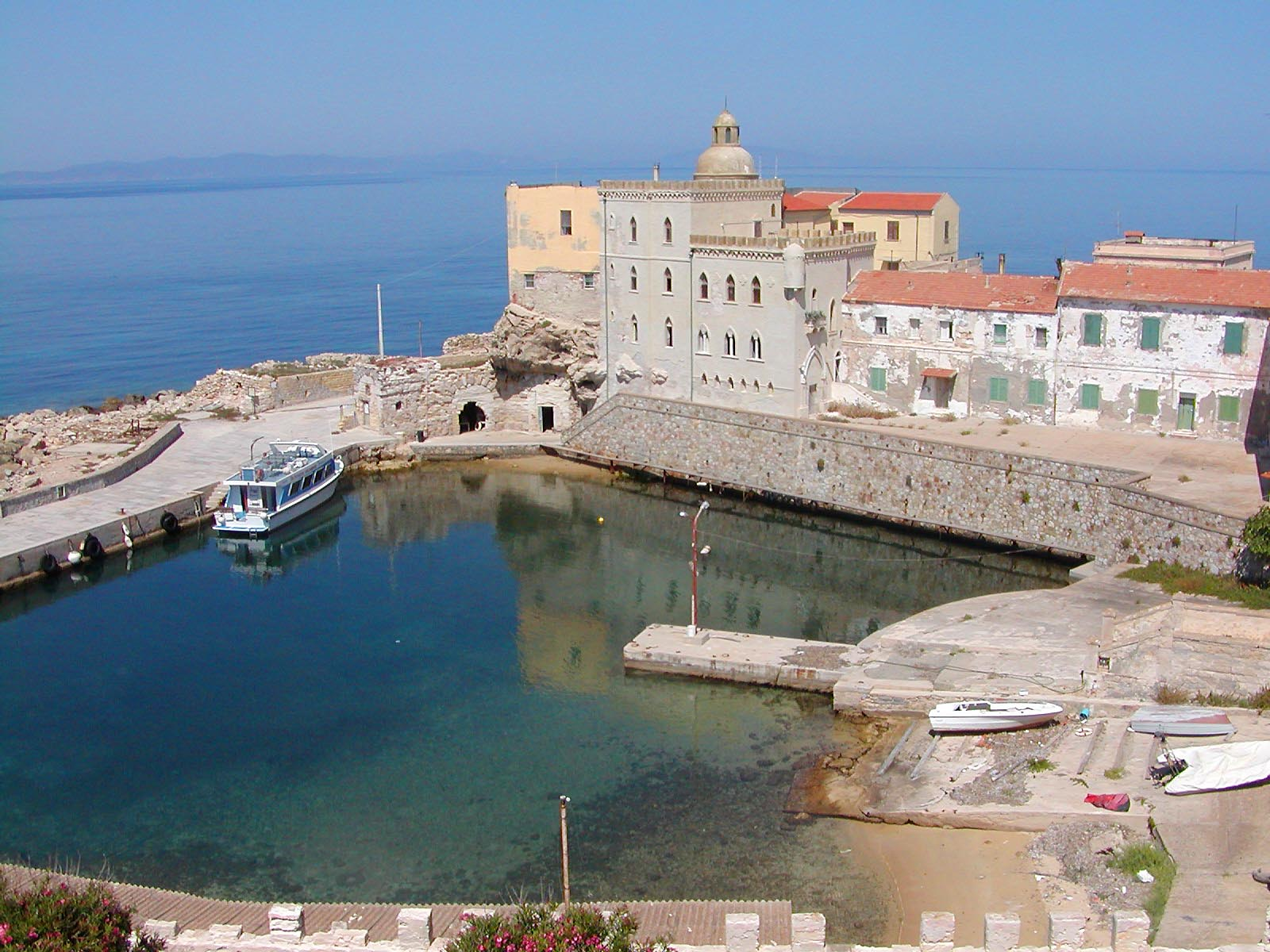
Vue du port et Palais Specola.
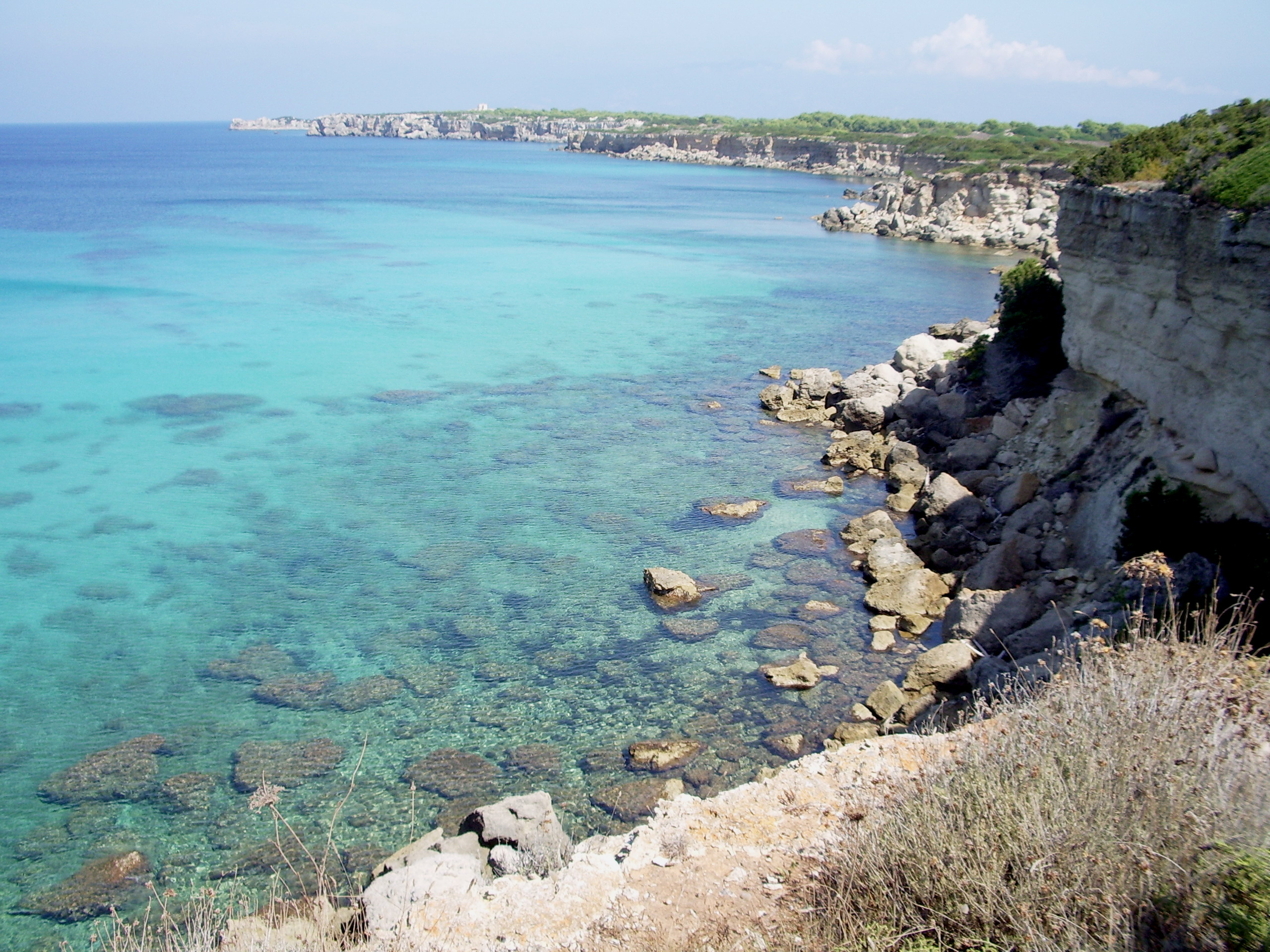
Côte occidentale.
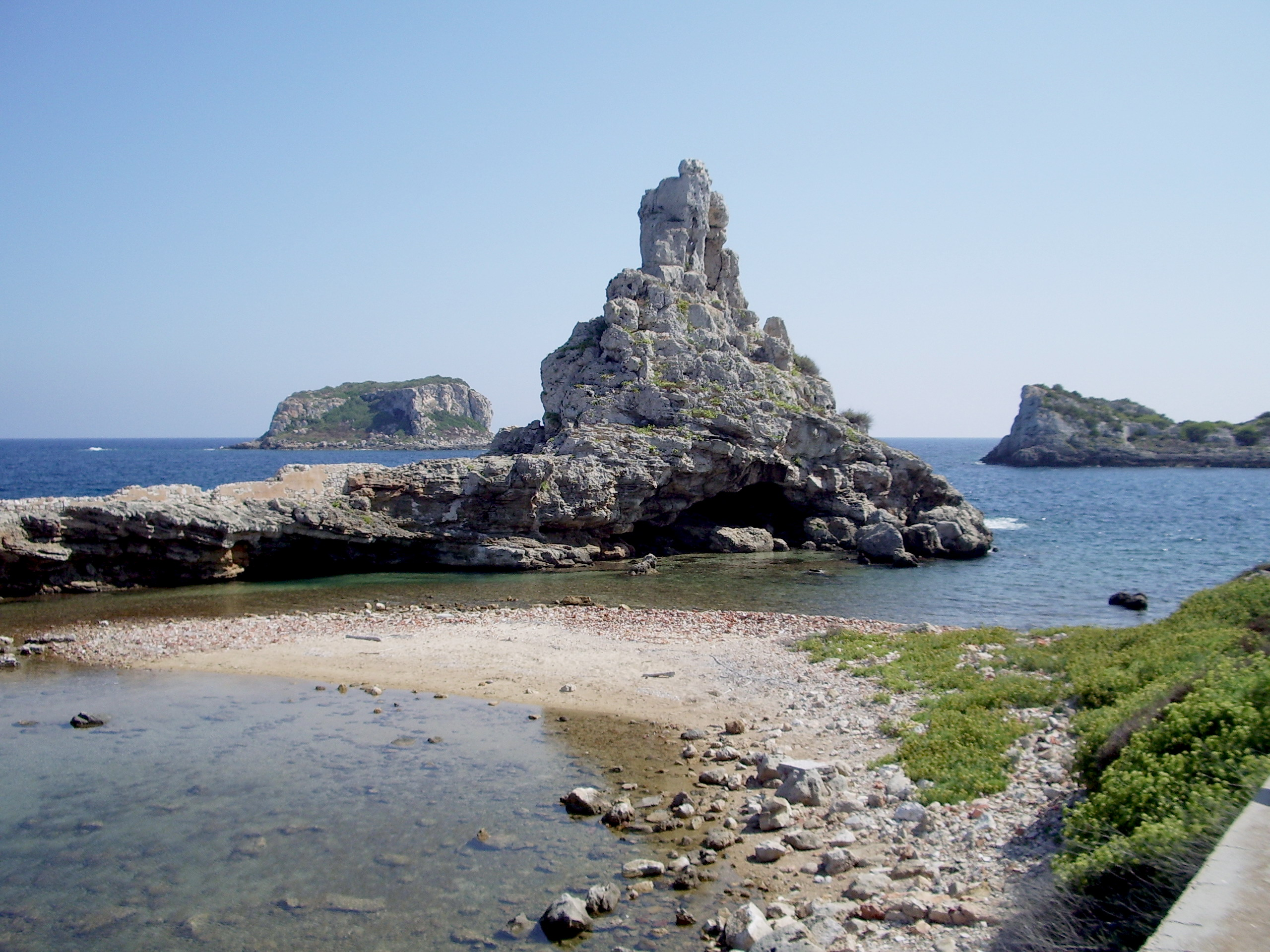
Rocher de Marzocco.
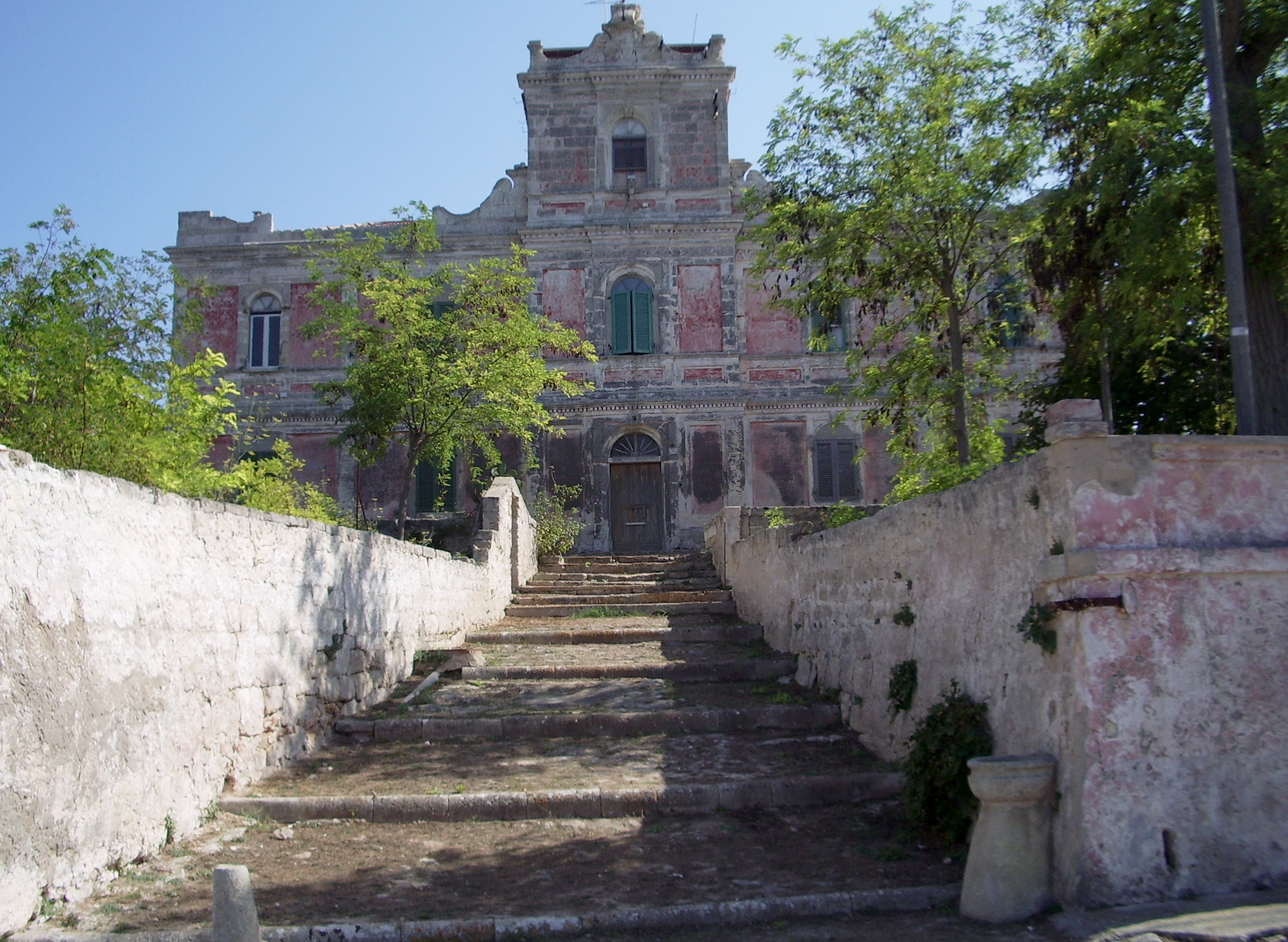
Villa dell'Agronomo.

## Économie
Pianosa a encore un résident permanent. Il subsiste un restaurant qui emploie des détenus en fin de peine dans un but de réinsertion sociale de même qu'un petit hôtel. À 23 km au sud se trouve l'îlot de Scoglio d'Africa surmonté du phare de Scoglio d'Africa.

## Flore et faune
L'île fait partie du Parc national de l'archipel toscan. 
La végétation qui recouvre Pianosa est celle typique du maquis méditerranéen avec le fenouil, le genévrier de Phénicie, le romarin et le pin d'Alep qui a été introduit sur l'île au XXe siècle, le ciste, le lentisque et la passerine hérissée, un arbuste rare poussant sur les terrains pauvres et rocheux.
La faune est constituée essentiellement de petits mammifères, ainsi que des oiseaux, dont la perdrix rouge, la huppe fasciée et le faisan. Le faucon pèlerin, très rare en Italie, niche sur les falaises et sur les crêtes rocheuses inaccessibles.
Une trentaine d'oiseaux de mer nidifient à Pianosa, dont le goéland d'Audouin, le puffin des Anglais et le puffin cendré. 
Les fonds marins entourant l'île se placent parmi les plus riches et les plus exempts de pollution du fait d'eaux peu profondes propices au développement des posidonies et des nombreuses espèces qui s'y abritent : la saupe, le denti, le rouget, la langouste, le sar, la sériole et le mérou. 
Au large, on peut apercevoir des dauphins et, plus rarement, la tortue carette et le phoque moine de Méditerranée.

## Culture
Dans le roman Catch 22, un escadron de bombardiers de l'U.S. Army Air Corps est basé sur l'île durant la Seconde Guerre mondiale. L'auteur, Joseph Heller, admet prendre quelques libertés en plaçant un complexe militaire sur une île aussi petite.